# 폼알데하이드
메탄알(methanal)은 자극성이 강한 냄새를 띤 기체상의 화학물질이다. 유기화합물의 일종이다. 가장 간단한 알데히드이다. 포름알데하이드(영어: formaldehyde 폼알데하이드[*] /fɔːrmˈædəhˌaid/) 또는 포름알데히드(독일어: formaldehyd)라고도 한다.

## 특성
화학식은 HCHO이며, H2CO로 쓰기도 한다. 녹는점은 -92°C(181 k), 끓는점은 -21°C (262 k)이다. 1859년 러시아의 화학자 알렉산드르 부틀레로프가 발견하였다. 자극적인 냄새가 나고, 무색이다. 물 등 용매에 녹는다. 37% 이상의 수용액은 포르말이라고 부른다.
폼알데하이드는 탄소가 포함된 물질이 불완전 연소할 때에 쉽게 만들어진다. 산불이나 담배 연기 또는 자동차 매연에서 발견된다. 공기중에서는 메테인과 다른 탄화수소에 햇빛과 산소가 가해지면서 합성된다. 주로 메탄올을 산화시키면 얻을 수 있으며, 이 물질이 산화되면 포름산이 된다. 베이클라이트, 멜라민수지, 요소수지 등의 원료로 널리 이용된다.

## 인체에 미치는 영향
미량이 인간을 포함한 대부분의 생물의 물질대사의 부산물로 만들어진다. 폼알데하이드에 노출되지 않은 사람도 혈액중에 폼알데하이드 농도가 2.61± 0.14 μg/g(약 2.6ppm)이라는 보고가 있다. 새집 증후군의 원인 물질 중 하나이다. 아토피성 피부염의 원인 물질 중 하나이기도 하다. 메탄올을 잘못 마셨을 때, 실명이나 사망을 일으키는 원인 물질이기도 하다.

## 용도
플라스틱이나 가구용 접착제의 원료, 접착제, 도료, 방부제 등의 성분으로 쓰인다.
가격이 싸기 때문에 건축 자재에 널리 이용된다.

## 관련 영화
- 영화 괴물

## 같이 보기
- 주한미군 한강 독극물 무단 방류 사건